# Hermann Siegfried
Pour les articles homonymes, voir Siegfried.
Hermann Siegfried, né le 14 février 1819 à Zofingue et mort le 5 décembre 1879 à Berne, est un topographe, cartographe et chef de l'état-major de l'armée suisse avec grade de colonel.

## Biographie
Hermann Siegfried naît le 14 février 1819 à Zofingue, dans le canton de Berne. Il en est également originaire. Son père, Carl Friedrich, est tanneur ; sa mère est née Anna Dorothea Allgäuer.
Dès l'âge de quatre ans, Siegfried vit dans le foyer pour enfants du château de Beuggen, où il est élevé par son oncle maternel. Après avoir obtenu son diplôme d'un institut privé à Riehen, il suit une formation d'instituteur à Karlsruhe. À partir de 1841, il étudie les sciences naturelles et les mathématiques à l'Université de Genève.
Dès 1844, il travaille au Bureau topographique fédéral, sous la direction de Guillaume Henri Dufour. À cette époque, le bureau élabore la première carte officielle de la Suisse, la carte Dufour.
En 1847, Siegfried participe à la guerre du Sonderbund en tant que soldat et caporal. Il poursuit ensuite sa carrière militaire (sous-lieutenant en 1848, capitaine en 1853, officier d'instruction à l'état-major en 1859, lieutenant-colonel en 1863). Il est chef d'état-major de 1875 jusqu'à sa mort.
À partir de 1855, enseigne la balistique et donne des cours sur les fortifications à la nouvelle École polytechnique fédérale de Zurich. Il est également expert à l'exposition universelle de Paris en 1878 et président de la société de géographie à Berne. 

## Contributions à la cartographie suisse

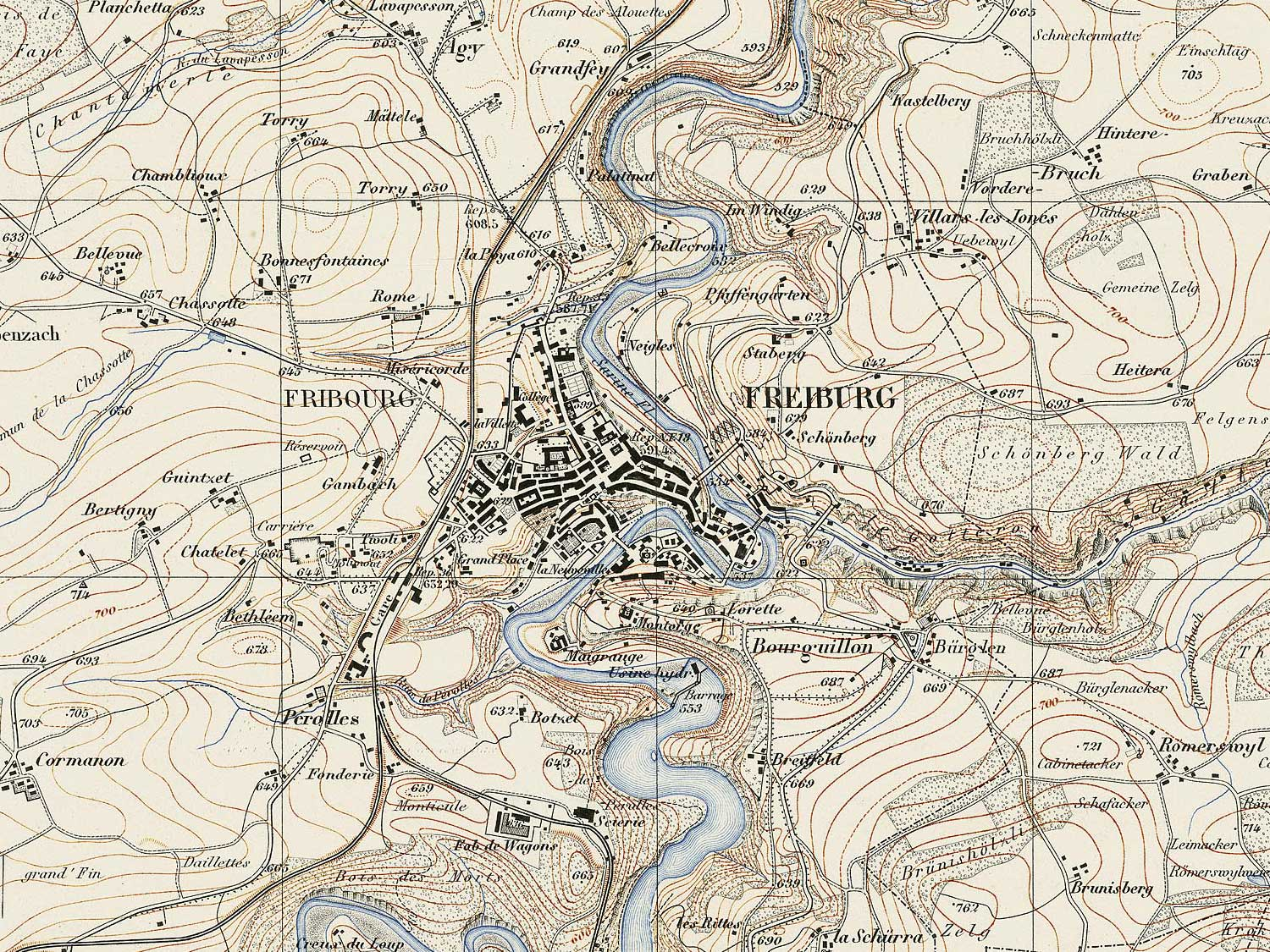
Exemple de la carte Siegfried de Fribourg, 1874

En 1865, Siegfried succède à Dufour à la tête du Bureau topographique fédéral. Le développement rapide de l'État fédéral et l'essor du sport alpin accroissent le besoin d'informations spatiales plus précises. En 1868, une nouvelle loi sur la continuation et la publication des levés originaux est adoptée par les autorités suisses. C'est sur cette base qu'Hermann Siegfried dirige l'élaboration de la deuxième carte officielle complète de la Suisse, l'Atlas topographique de la Suisse également appelé « Atlas Siegfried » ou « Carte Siegfried ». Les cartes de l'atlas paraissent dès 1870, à l'échelle 1:50 000 pour celles représentants les Alpes et les Préalpes, et à l'échelle 1:25 000 pour celles représentant le Jura, le Plateau suisse et le sud du Tessin. Les levés originaux de la carte Dufour leur servent de base. 
Les contributions de Siegfried à la cartographie suisse sont significatives. Il introduit par exemple les courbes de niveau sur les cartes qu'il édite pour remplacer celles de Dufour. Durant l'activité de Siegfried au Bureau topographique fédéral, sont mis en œuvre de nouvelles mensurations de base (à l'origine d'une nouvelle triangulation de l'ensemble du pays), la participation au nivellement de précision sur le plan international et l'établissement du repère de la Pierre du Niton à Genève comme horizon de référence pour les altitudes. 